# The 25th Hour (album Vision Divine)
The 25th Hour – piąty album grupy Vision Divine, wydany w 2007 roku przez wytwórnię Scarlet Records.

## Lista utworów
1. My Angel Died – 0:52
2. The 25th Hour – 5:34
3. Out of a Distant Night (Voices) – 5:28
4. Alpha & Omega – 5:49
5. Eyes of a Child – 4:58
6. The Daemon You Hide – 4:49
7. Waiting for the Dawn – 1:47
8. Essence of Time – 4:43
9. A Perfect Suicide – 5:21
10. Heaven Calling 3:38
11. Ascension – 2:15
12. Another Day (cover zespołu Dream Theater)

## Twórcy
- Michele Luppi – śpiew
- Olaf Thorsen – gitara
- Federico Puleri – gitara
- Cristiano Bertocchi – gitara basowa
- Alessandro "Bix" Bissa – perkusja
- Alessio "Tom" Lucatti – instrumenty klawiszowe